# Di chuyển ở cá

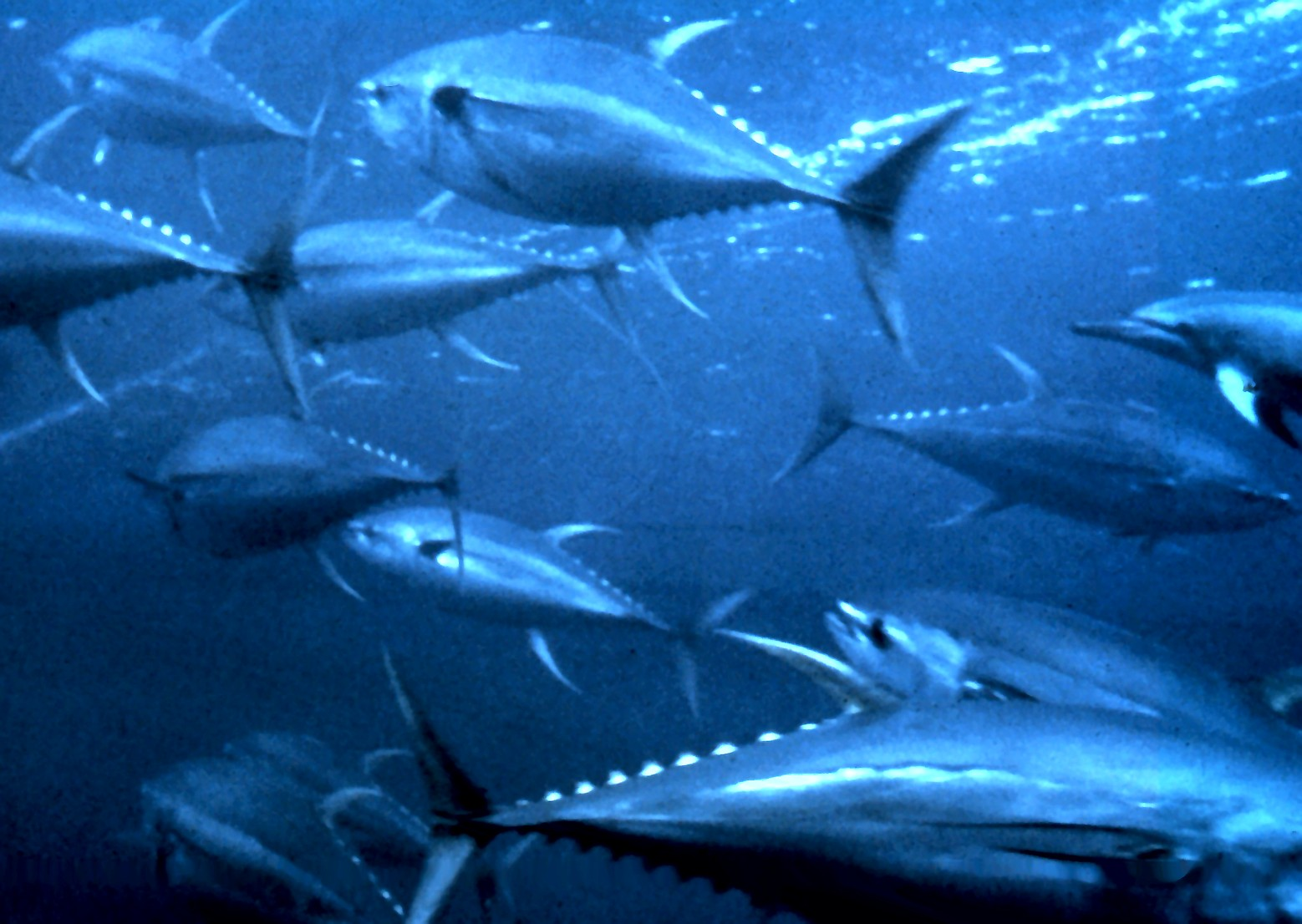
Các loài cá, như cá ngừ vây vàng, sử dụng nhiều cơ chế khác nhau để tự đẩy mình trong nước

Di chuyển ở cá gồm nhiều kiểu di chuyển ở động vật được cá sử dụng, chủ yếu là bơi lội. Tuy nhiên, các nhóm cá khác nhau có các cơ chế đẩy trong nước khác nhau, thường xuyên nhất là chuyển động gợn sóng của cơ thể và đuôi cá và chuyển động bằng vây ở các loài cá chuyên biệt khác nhau. Các hình thức vận động chính ở cá là anguilliform (kiểu di chuyển giống bộ Cá chình), là một kiểu di chuyển tạo ra sóng truyền đều dọc theo cơ thể thon dài; sub-carangiform là kiểu di chuyển có gợn sóng tăng nhanh về biên độ ở phía đuôi; carangiform có sóng tập trung ở gần đuôi, dao động nhanh; thunniform là kiểu bơi nhanh với cái đuôi hình lưỡi liềm lớn và khỏe; và ostraciiform là kiểu di chuyển hầu như không có dao động nào ngoại trừ vây đuôi. Các loài cá đặc biệt hơn di chuyển bằng vây ngực cùng cơ thể cứng lại, giống với loài cá thái dương; và chuyển động bằng cách truyền sóng dọc theo vây dài và cơ thể bất động diễn ra ở loài cá có cơ quan sinh ra điện như các loài thuộc bộ bộ Cá chình điện.
Ngoài ra, một vài loài cá các kiểu "đi bộ", tức là di chuyển trên đất liền, đào hang trong bùn và lướt trong không khí.

## Bơi
Các vây dùng cho di chuyển
- (1) vây ức (một cặp), (2) vây bụng (một cặp), (3) vây lưng,
(4) vây mô mỡ, (5) vây hậu môn, (6) vây đuôi

Cá bơi bằng cách tác dụng lực chống lại nước xung quanh. Có những trường hợp ngoại lệ, xảy ra khi cơ của cá ở hai bên cơ thể tạo ra các sóng gắp lại truyền dọc theo chiều dài của cơ thể từ mũi đến đuôi, thường lớn hơn khi chúng truyền theo chiều dọc. Các véctơ lực tác động lên mặt nước do sự chuyển động của cá và biến mất sau đó, nhưng tạo ra một hợp lực hướng về phía sau, từ đó đẩy cá về phía trước trong nước. Hầu hết các loài cá tạo ra lực đẩy bằng các chuyển động bên của cơ thể và vây đuôi, nhưng nhiều loài khác di chuyển chủ yếu bằng cách sử dụng vây giữa và cặp vây. Nhóm sau bơi chậm hơn, nhưng có thể quay cơ thể nhanh, cần thiết ví dụ như khi sống trong các rạn san hô. Nhưng chúng không thể bơi nhanh như các loài cá sử dụng cơ thể và vây đuôi.